# Ричвейл (Каліфорнія)
Ричвейл (англ. Richvale) — переписна місцевість (CDP) в США, в окрузі Б'ютт штату Каліфорнія. Населення — 234 особи (2020).

## Географія
Ричвейл розташований за координатами 39°29′37″ пн. ш. 121°45′3″ зх. д. / 39.49361° пн. ш. 121.75083° зх. д. (39.493739, -121.750769).  За даними Бюро перепису населення США в 2010 році переписна місцевість мала площу 2,40 км², уся площа — суходіл.

## Демографія
Згідно з переписом 2010 року, у переписній місцевості мешкали 244 особи в 89 домогосподарствах у складі 66 родин. Густота населення становила 102 особи/км².  Було 101 помешкання (42/км²).
Расовий склад населення:
| - 88,5 % — білих - 4,5 % — корінних американців - 4,1 % — осіб інших рас |

До двох чи більше рас належало 2,9 %. Частка іспаномовних становила 11,1 % від усіх жителів.
За віковим діапазоном населення розподілялося таким чином: 26,2 % — особи молодші 18 років, 55,8 % — особи у віці 18—64 років, 18,0 % — особи у віці 65 років та старші. Медіана віку мешканця становила 40,5 року. На 100 осіб жіночої статі у переписній місцевості припадало 112,2 чоловіків;  на 100 жінок у віці від 18 років та старших — 104,5 чоловіків також старших 18 років.
Цивільне працевлаштоване населення становило 75 осіб. Основні галузі зайнятості: будівництво — 18,7 %, роздрібна торгівля — 17,3 %, публічна адміністрація — 17,3 %.